# Корм (Сарта)
Корм (фр. Cormes) — коммуна в Франции, в регионе Земли Луары, департамент Сарта. Население — 871 человек (2009).
Муниципалитет находится на расстоянии около 145 км юго-западнее Парижа, 200 км северо-восточнее Нанта, 45 км северо-восточнее Ле-Мана.

## Демография
Распределение населения по возрасту и полу (2006):

## Экономика
В 2007 году среди 590 человек в трудоспособном возрасте (15-64 лет) 473 были активны, 117 — неактивные (показатель активности 80,2 %, в 1999 году было 75,4 %). Из 473 активных работали 444 человека (236 мужчин и 208 женщин), безработных было 29 (11 мужчин и 18 женщин). Среди 117 неактивных 46 человек были учениками или студентами, 44 — пенсионерами, 27 были неактивными по другим причинам.
В 2008 году в муниципалитете числилось 360 обложенных домохозяйств в которых проживали 910 лиц.